# Heckendalheim
Heckendalheim ist ein Ortsteil der Gemeinde Mandelbachtal im Saarland.

## Lage

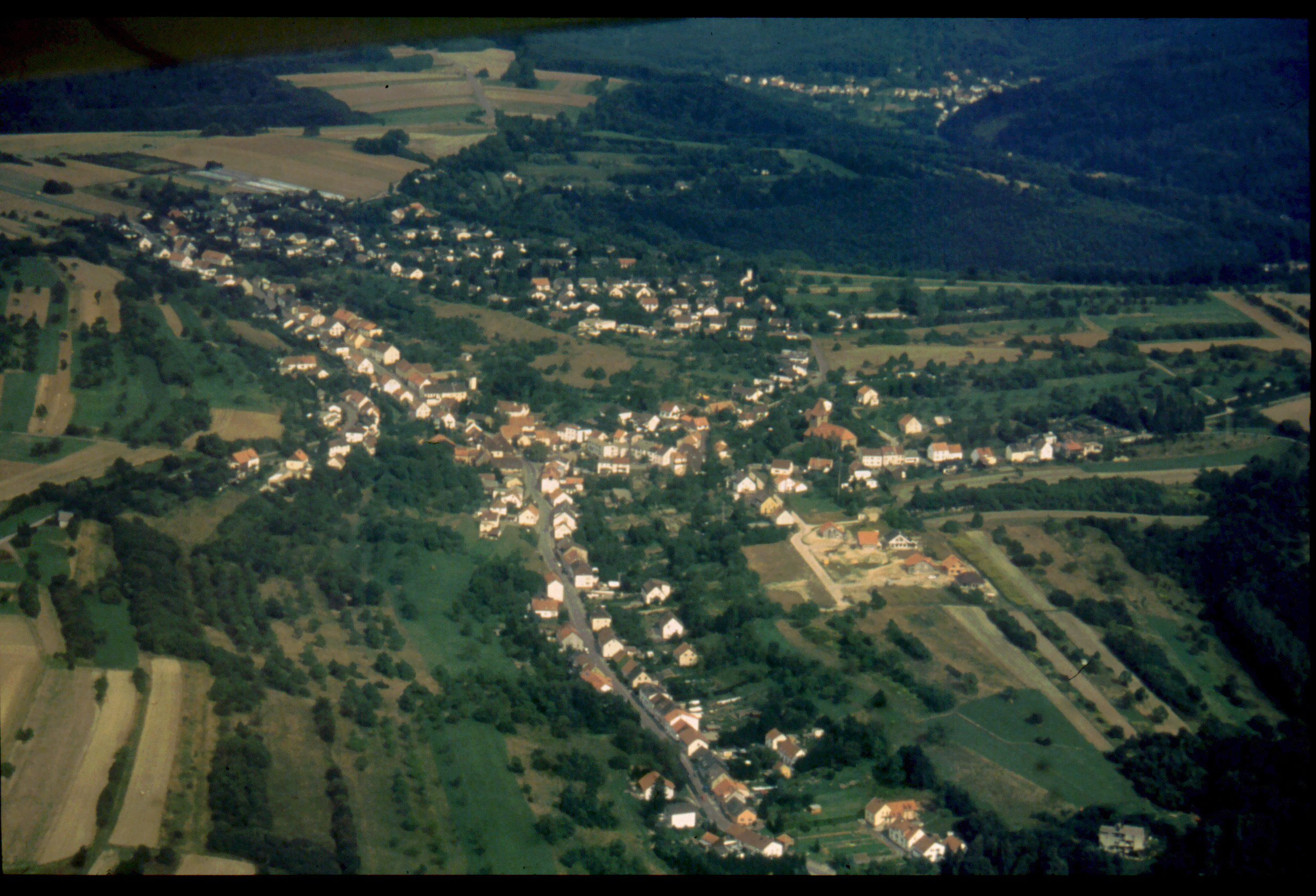
Heckendalheim aus der Luft beim Anflug auf den Flughafen Saarbrücken

Heckendalheim liegt im UNESCO-Biosphärenreservat Bliesgau im südöstlichen Teil des Saarlandes. Der ältere Teil des Ortes zieht sich straßendorfähnlich hin von Nord-West nach Süd-Ost mit einem Höhenunterschied von ca. 80 m. Der neue Siedlungsteil (ab etwa 1965) liegt auf der nördlichen Anhöhe des Dorfes.
Der Ort ist von Feldern und Streuobstwiesen umrahmt. Dank der nicht durchgeführten Flurbereinigung konnte die ursprüngliche Landschaftsstruktur erhalten bleiben. Zusammen mit den Sträuchern auf den Trümmern der ehemaligen Höckerlinie prägen die gesprengten Westwallbunker ebenfalls die Landschaft um Heckendalheim.
Der Jakobsweg von Speyer nach Metz führt durch Heckendalheim.

## Geschichte

### Ortsname
Das Dorf hieß bis zum 17. Jahrhundert „Dalheim“.
„Dal“ kommt vom althochdeutschen Wort dala, dal, tal = das Tal. Der Bestandteil „heim“, althochdeutsch heim, bedeutet Haus, Wohnort oder Heimat. Dalheim ist also als Heim (Dorf) im Tal zu erklären.
Der Zusatz „Hecken“ taucht erst im 17. Jahrhundert auf, um den Ort von dem gleichnamigen „Dalheim“ im Tal der Blies besser unterscheiden zu können. Jenes wurde zur Unterscheidung Bliesdalheim genannt, dieses, am Übergang des St. Ingberter Waldes in den Gau, zur Unterscheidung Heckendalheim. Vergleichbare Entwicklungen der Ortsnamen finden sich in der näheren Umgebung etwa bei Bliesransbach und Heckenransbach (beide ursprünglich „Ransbach“) oder dem Bickenaschbacher und Heckenaschbacher Hof bei Zweibrücken (beide ursprünglich „Aschbach“).
„Hecken“ meint dabei nach vorherrschender Meinung den dichten Heckenbewuchs innerhalb der Gemarkung des Dorfes. Kein Zusammenhang besteht mit dem auf historischen Karten der Gegend dargestellten Ort „St. Hequinet“ (Sengscheid).
Der erweiterte Ortsname findet sich erstmals in einer Urkunde von 1655, in der Wolf Henrich v. Steinkallenfels „Heckendalheim“, „Onnerßheim“ (Ommersheim) und weitere Dörfer an den Kurfürsten und Erzbischof von Trier Karl Kaspar von der Leyen verkauft.
Die Einheimischen verwenden den Namenszusatz „Hecken“ normalerweise nicht, das Dorf wird von ihnen schlicht „Dalem“ genannt.

### Antike
Eine frühe Besiedlung durch den keltischen Stamm der Mediomatriker, die zur La-Tène-Zeit die Region bewohnten, ist möglich, wenn auch nicht erwiesen. Die günstige Lage des Dorfes mit den drei wasserreichen Tälern, die nach Norden und Osten geschützt und nach Süden offen sind, sowie die dazwischen liegenden fruchtbaren Höhenrücken sind jedenfalls eine ideale Voraussetzung für eine bäuerlich orientierte Besiedlung.
Umfangreiche Funde von Münzen und Terra-Sigillata-Scherben sowie Siedlungsreste belegen die Existenz römischer Einzelgehöfte auf der gesamten Gemarkung von Heckendalheim.

### Mittelalter
Im Frühmittelalter siedelten in der Gegend freie fränkische Bauern.
Der Namensbestandteil „-heim“ ist typisch für Dörfer, die während der fränkischen Landnahme im 6. – 7. Jahrhundert besiedelt wurden. Auch Grabfunde aus dem 7. Jahrhundert (Ponsheimer Hof) beweisen die Besiedlung der umliegenden Gegend durch die Franken.
Heckendalheim als Dorf könnte also um das Jahr 600 zur Zeit der Merowinger entstanden sein. Entsprechende archäologische Funde im Dorf selbst liegen zwar nicht vor, nach 780 ist aber generell keine Neugründung eines Ortes mit der Endung „heim“ mehr nachzuweisen.
Im 9. Jahrhundert traten erstmals adelige Grundherren auf. Ab dem 12. Jahrhundert war wie im restlichen Heiligen römischen Reich deutscher Nation das Lehnsrecht für die soziale Ordnung bestimmend.
Die erste direkte urkundliche Erwähnung von Heckendalheim stammt aus dem Jahr 1342.
In dieser Urkunde erklärt der Edelknecht Johann von Bübingen, er habe dem Kloster Wadgassen Unrecht getan mit seinen Ansprüchen auf die Leute von Wirzebach (Oberwürzbach) und Dalen. Die genannten Leute gehören dem Kloster, weil sein Vater Hugelo von Ensheim sie 1304 an das Kloster Wadgassen verkauft habe. Johann verspricht, keinerlei Forderungen und Ansprüche mehr zu stellen (sein Sohn Hugelo sollte wenig später dieses Versprechen brechen).
Die Urkunde trägt das Datum „Freitag vor Halbfasten 1341“. Bedingt durch die Verschiebung der Jahreszahl durch den in der Urkunde verwendeten Annunziationsstil, nach dem das Jahr am 25. März (Mariä Verkündigung) beginnt, ist nach der heutigen Zählung die erste urkundliche Erwähnung von Heckendalheim der 8. März 1342.
Der Bliesgau, zu dem Heckendalheim gehört, steht unter der Herrschaft einer Vielzahl geistlicher und adeliger Grund- bzw. Gerichtsherren, bis die Gegend schließlich 1444 zu Kurtrier gelangt.
Zur Verwaltung setzt der Erzbischof von Trier einen Amtmann in Blieskastel ein. Dieser ist zuständig für das Eintreiben der Steuern, und in Vertretung des Kurfürsten ist er auch Gerichtsherr.

### Frühe Neuzeit

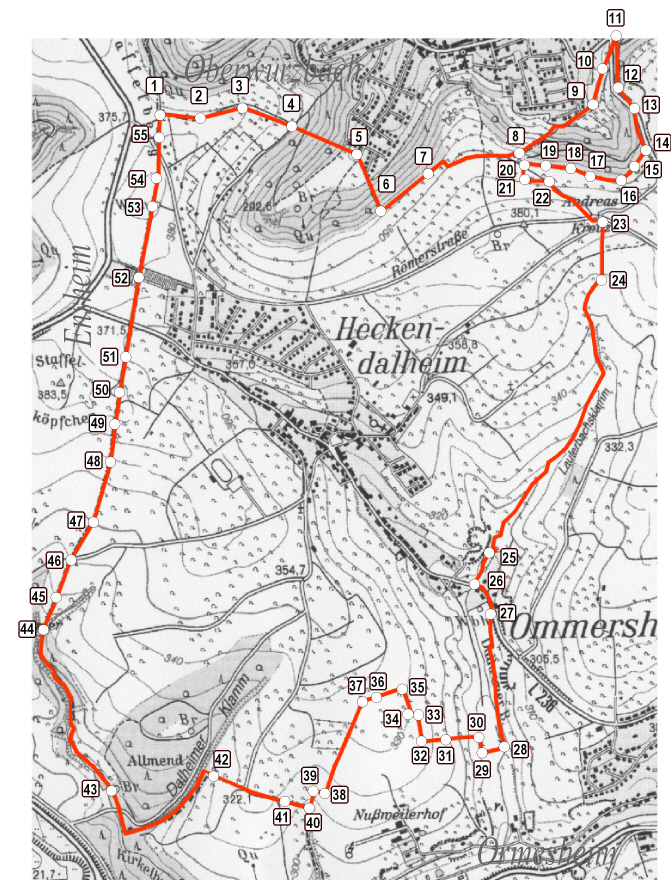
Gemeindegrenzen mit der Lage der Grenzsteine

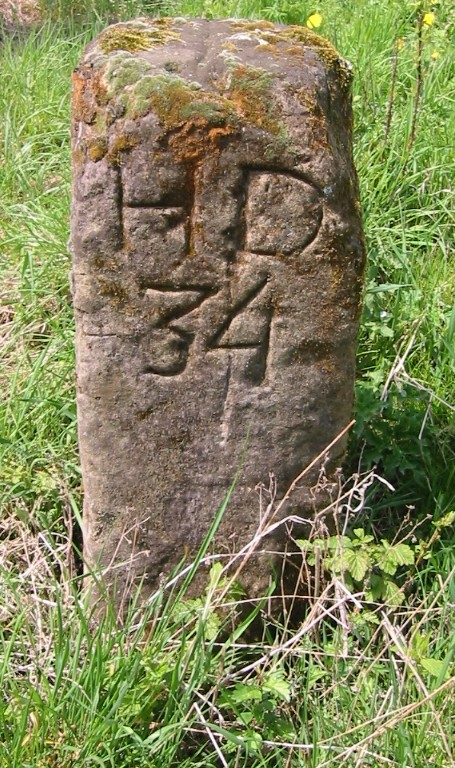
Grenzstein der Umringmarkierung

In der Zeit von 1534 bis 1814 wechselte Heckendalheim mehrfach den Besitzer.
Die Herren von Steinkallenfels, die Grafen von Nassau-Saarbrücken und die Herren von Eltz stritten sich in jahrelangen Gerichtsprozessen und Kleinkriegen um die Herrschaftsrechte. Am 26. April 1655 verkaufte Wolf Henrich von Steinkallenfels aus Geldmangel schließlich die Rechte und das Eigentum der Dörfer Heckendalheim und Ommersheim an den Kurfürsten Karl Kaspar von der Leyen. Der Kaufpreis lag bei 2100 Reichstalern und einem Fuder Moselwein, was in dieser Gegend zu dieser Zeit etwa 1000 Litern entsprach. In den entsprechenden Urkunden taucht erstmals die Erweiterung des Ortsnamens zu „Hecken“-Dalheim auf.
Die neuen Herren fanden ein vom Dreißigjährigen Krieg verwüstetes und menschenleeres Dorf vor. Aber schon 1661 begann die Neubesiedlung, 1690 lebten wieder sieben Familien in Heckendalheim. Die wirtschaftliche und soziale Entwicklung begann, und zum Ende des 18. Jahrhunderts lebten wieder 143 Menschen im Dorf.
1786 wird die Leibeigenschaft durch die in Blieskastel residierende Gräfin Marianne von der Leyen aufgehoben. 1793 muss die Gräfin vor den französischen Revolutionsheeren fliehen.
Eine bis heute gut sichtbare Folge der nun beginnenden französischen Herrschaft sind die Banngrenzsteine, deren Lage zu einem wesentlichen Teil auf die erste aktenkundige Vermessung von 1802–1805 zurückgeht.
In dieser Zeit wird erstmals ein kompletter „Umring“ aus 55 Grenzsteinen um den Heckendalheimer Gemeindebann festgelegt, der bis heute als Gemeindegrenze gültig ist. Der zugehörige Plan trägt das Datum „26 Germinal an 13“ des französischen Revolutionskalenders, das ist der 16. April 1805.

### Die bayerische Zeit
In der Folge des Wiener Kongresses wird Heckendalheim ab 1816 dem Königreich Bayern zugesprochen. Aus dieser Zeit stammen die Gemeindefarben weiß-blau.

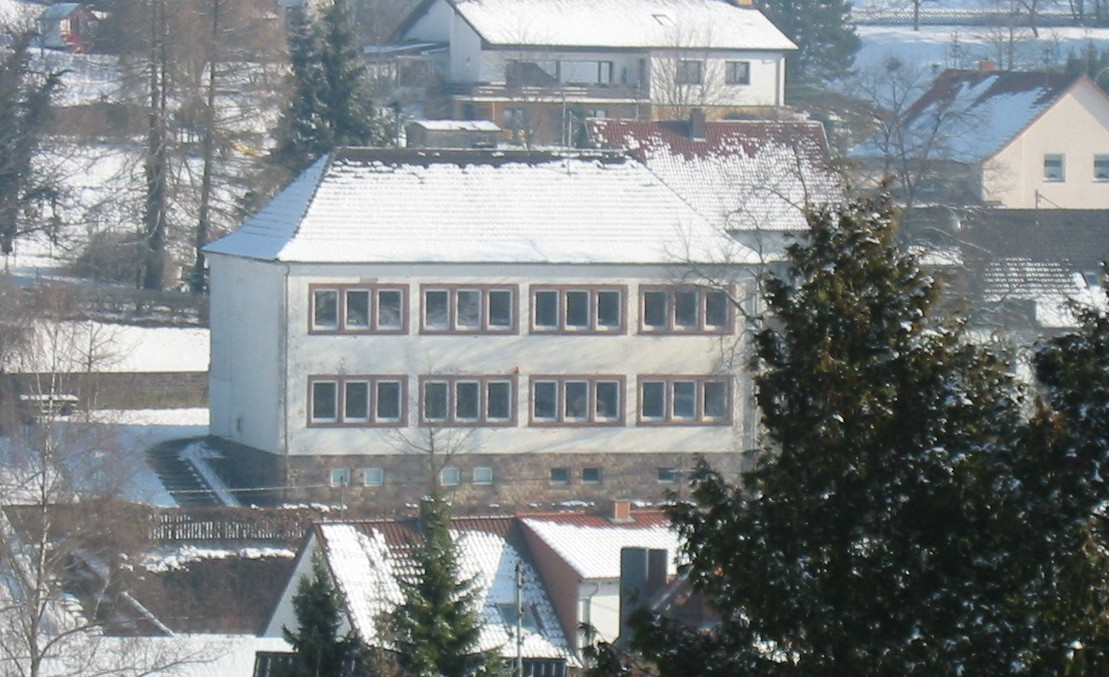
Ehemaliges Schulhaus in der Ortsmitte

### Nach dem Ersten Weltkrieg
Für die Zeit nach dem Ersten Weltkrieg war auch für Heckendalheim die besondere Geschichte des Saarlandes bestimmend.
Die Installation des Ortsnetzes für Licht und elektrischen Strom erfolgte 1921/1922.
Am 11. Juli 1932 wurde das neue Schulhaus eingeweiht. Das alte Schulhaus von 1840 war für die wachsende Dorfgemeinschaft zu klein geworden.

### Der Zweite Weltkrieg

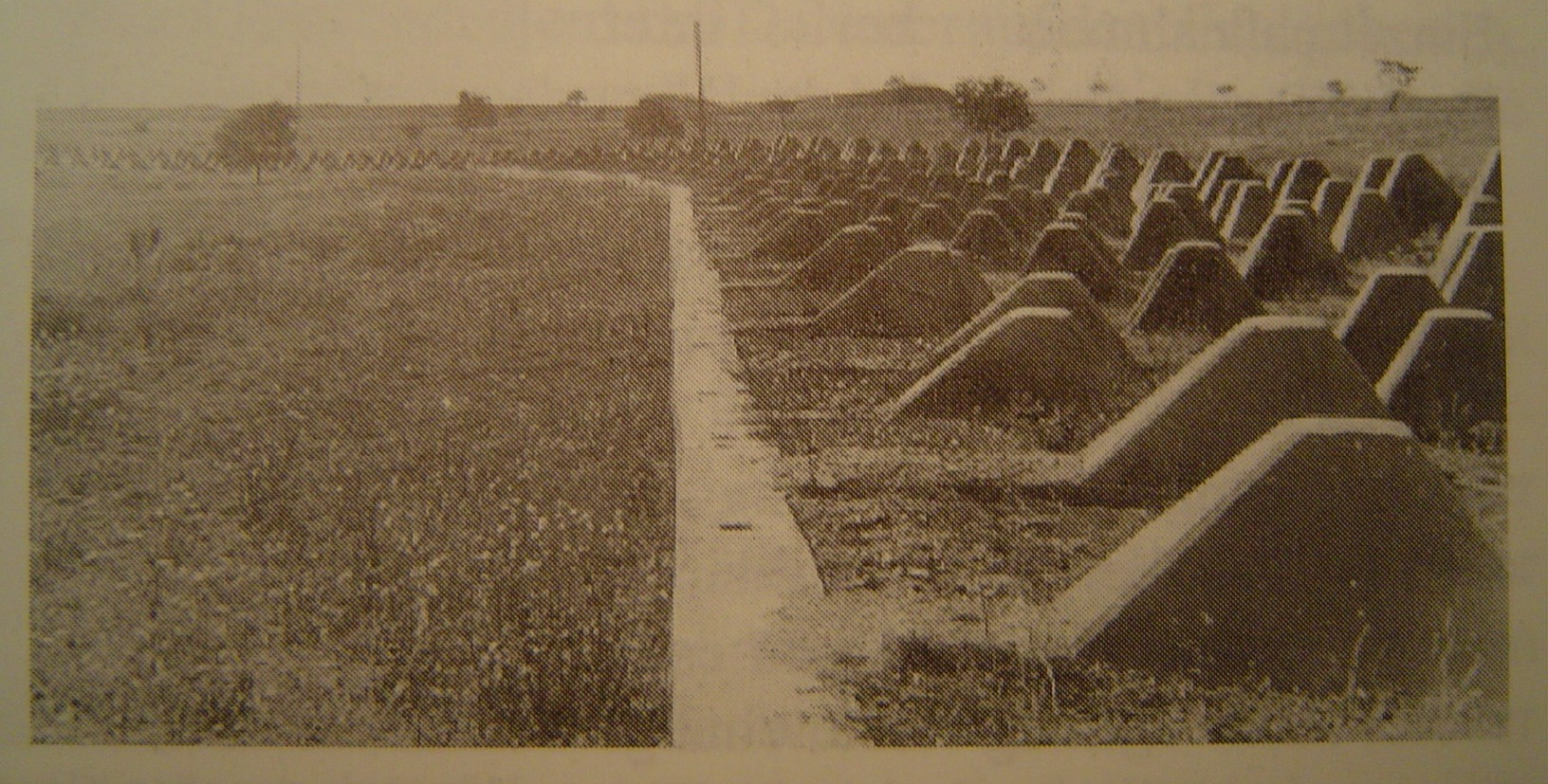
Die mittlerweile beseitigte Höckerlinie im Oberdorf

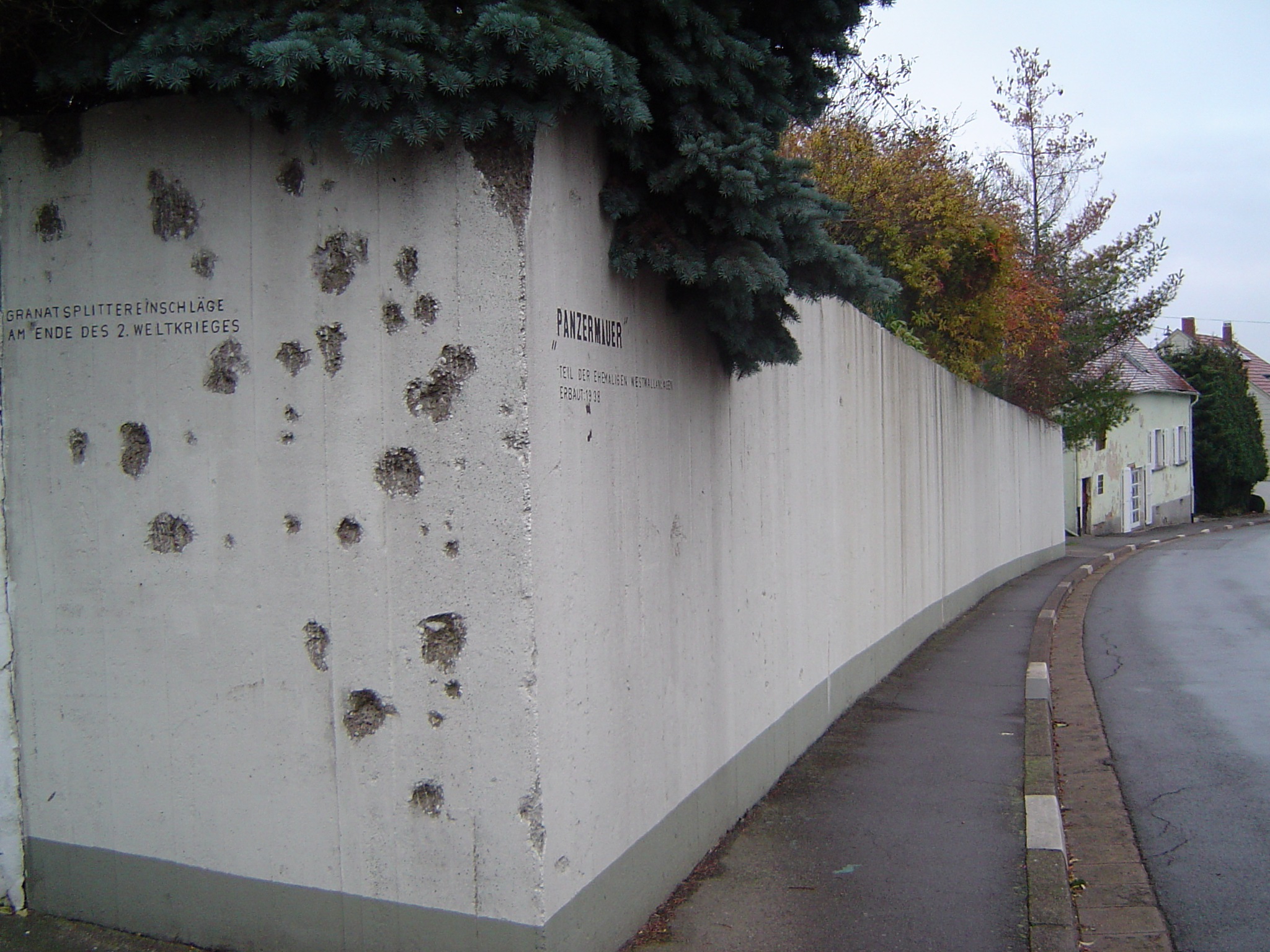
Die Panzermauer im Oberdorf mit Einschlägen von Granatsplittern

#### Der Westwall
Besonders erwähnenswert ist der Westwall, der von September 1938 bis August 1939 erbaut wurde und mitten durch das Dorf führt. Heckendalheim nahm bei damals rund 700 Einwohnern ungefähr 500 Westwallarbeiter auf. Der Bau des Westwalls bringt dem Dorf vorübergehend einen wirtschaftlichen Aufschwung bspw. für die Gastronomie, die Fuhrunternehmer und die Vermieter von Schlafstellen.

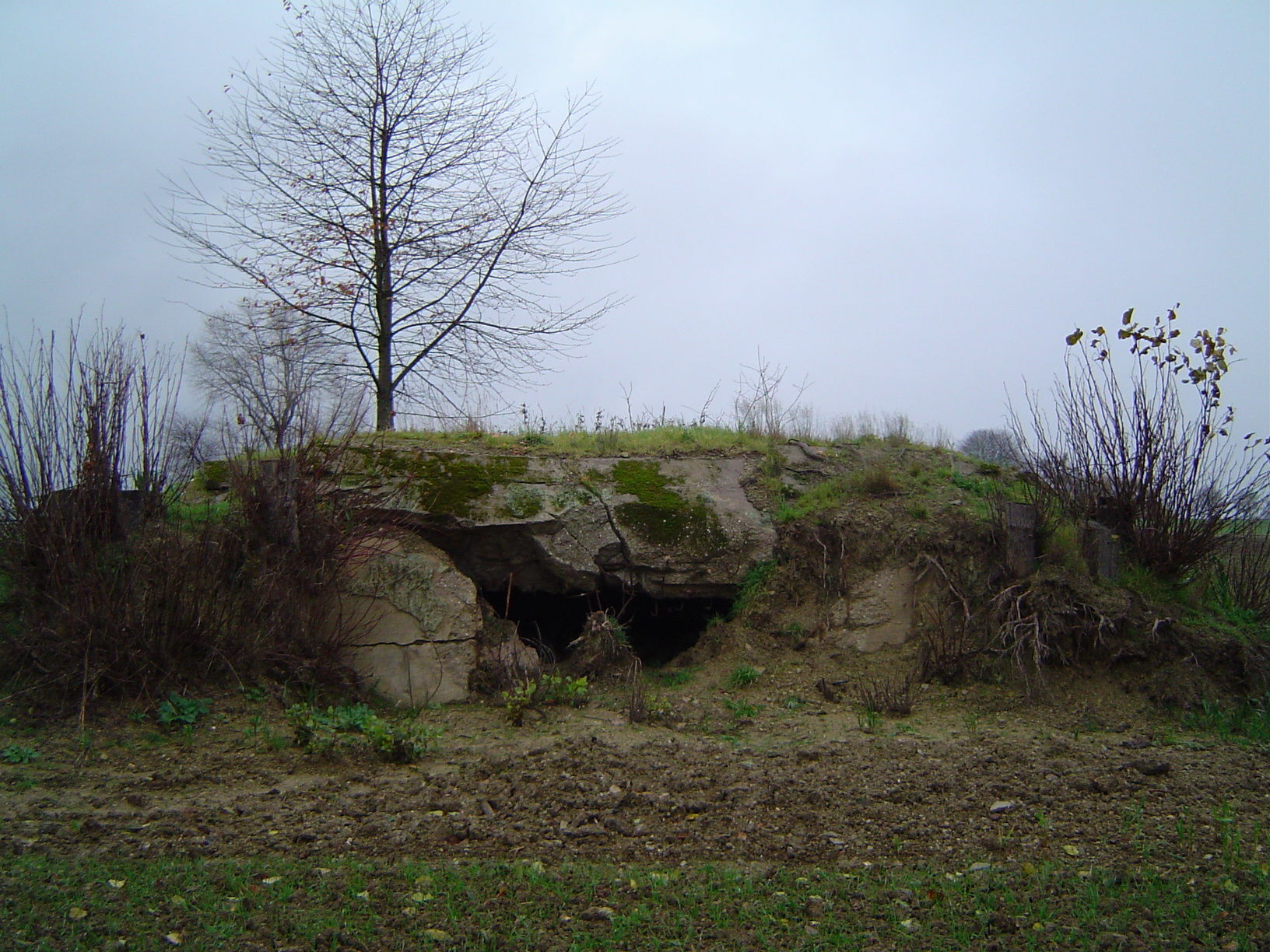
Gesprengter Bunker in der Nähe der Römerstraße

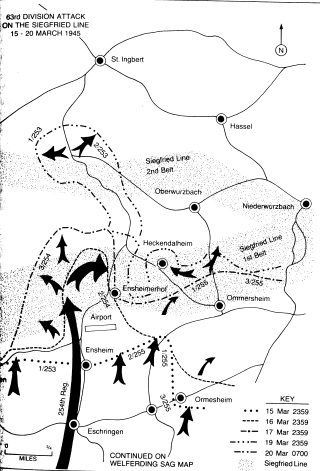
Durchbruch der 63rd Infantry Division am Westwall

Die heute überwachsene Höckerlinie und die gesprengten Bunker sind an vielen Stellen ein noch gut sichtbarer Teil des Dorfbildes. An diesem Abschnitt des Westwalls fand am 15. März 1945 eines der heftigsten Artilleriegefechte des Zweiten Weltkriegs statt. Zwar war Heckendalheim nicht das direkte Ziel dieser Angriffe. Trotzdem war das Dorf durch seine Lage am Westwall von den Kriegsereignissen stark betroffen.

#### Die Evakuierungen
Heckendalheim lag wie andere Orte des Grenzgebietes auch in der sogenannten Roten Zone, die bei Beginn des Krieges von der Zivilbevölkerung geräumt werden musste.
Diese erste Evakuierung begann bereits am 29. August 1939, also drei Tage vor dem eigentlichen Kriegsbeginn.
Bis auf die Feuerwehr und einen Notdienst wurden alle Bewohner des Dorfes nach Eulenbis bei Kaiserslautern abtransportiert. Nach drei Tagen in dem völlig überfüllten Ort ging die Reise mit dem Zug weiter nach Franken, Kurhessen, Thüringen und Oberfranken (z. B. Ludwigschorgast und Weidenberg). Auch das zurückgelassene Vieh wurde abtransportiert, teilweise ins Landesinnere, teilweise wandert es auch in die Schlachthöfe. Die Heckendalheimer Bauern sahen ihr Vieh nicht wieder.

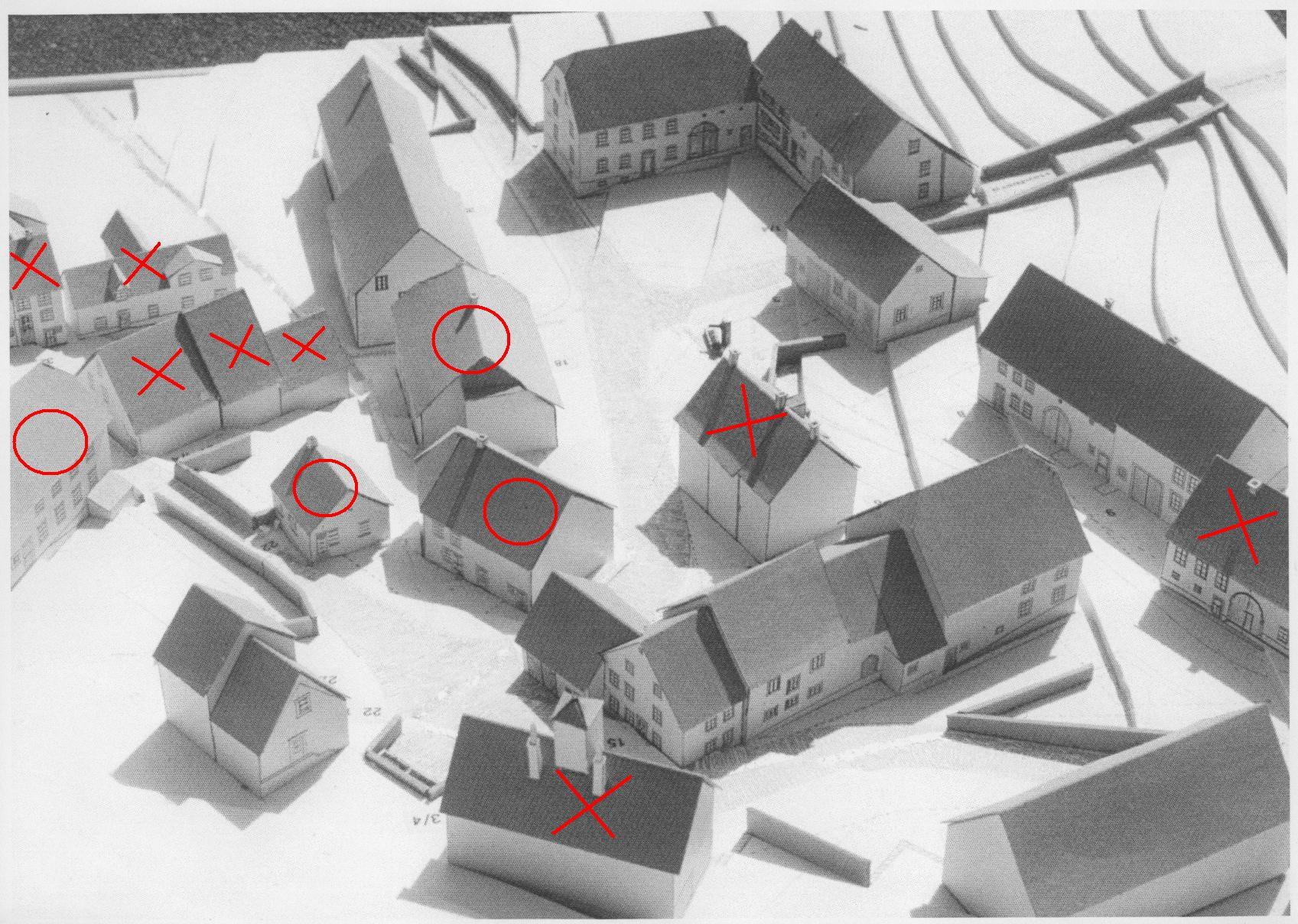
Abriss der Häuser in der Dorfmitte (Mit einem Kreuz markiert durch die Organisation Todt, mit einem Kreis markiert im Rahmen der Dorfplatzerneuerung in den 1960er Jahren)

Ab August 1940 erhielten die Evakuierten die Erlaubnis zurückzukehren.
Mit dem Näherrücken der Front im Herbst 1944 wurde die Bevölkerung ein zweites Mal evakuiert.

#### Umgestaltung der Ortsmitte
In die Zeit der Rückkehr der Bevölkerung aus der ersten Evakuierung im August und September 1940 fiel die „Verschönerung“ des Ortes durch die Organisation Todt.
Die OT hatte den Auftrag, mitten in Heckendalheim einen großen Platz anzulegen. Weil dem Plan aber Häuser im Weg standen, mussten etliche bewohnte Gebäude, darunter auch das alte Schulhaus von 1840 (im Bild unten), abgerissen werden. Dies geschah unter teilweise dramatischen Umständen ohne Rücksicht auf die Bevölkerung und führte zum unwiederbringlichen Verschwinden eines liebenswerten Teils des alten Dorfs.
In den 1960er Jahren werden im Rahmen der Dorfplatzerneuerung weitere Häuser abgerissen.

#### Das Kriegsende
Zwischen Weihnachten und Neujahr 1944 wurden die Männer aus der Evakuierung zum Volkssturm nach Heckendalheim zurückbeordert. Die meisten Volkssturmmänner waren Bergleute und verfügten über keine soldatische Ausbildung. Dementsprechend wurden sie zum Schanzen, zur Objektsicherung, im Instandsetzungsbereich und als Wache an der Panzersperre im Unterdorf und der Straßensperre im Oberdorf in der damaligen Adolf-Hitler-Straße (heute St. Ingberter Str.) eingesetzt.
Heckendalheim ist durch die exponierte Lage am Westwall besonders gefährdet. In der Nacht vom 14. auf den 15. März 1945 beginnt heftiger Artilleriebeschuss durch die Amerikaner, der nicht nur auf den Westwall gerichtet ist. Viele Häuser des Dorfes werden zum Teil schwer beschädigt.
Zwischen dem 16. und dem 19. März 1945 ist Heckendalheim mehrmals in amerikanischer Hand, massiver deutscher Widerstand verhindert jedoch die Besetzung des Dorfes durch die Amerikaner. Erst am 19. März ist der Widerstand gebrochen und die Amerikaner gehen von Haus zu Haus, um die verängstigte Bevölkerung aus den Kellern zu holen.
Am 20. März 1945 gelingt im Zuge dieses Angriffs der Durchbruch durch den Westwall im Ensheimer Tal.
Der Krieg ist in Heckendalheim damit zu Ende. Es dauert jedoch bis zum Dezember 1949, bis der letzte Kriegsgefangene die Heimat wieder sieht, und 53 Gefallene oder Vermisste sollten nie wieder nach Heckendalheim zurückkehren.

### Die Nachkriegszeit

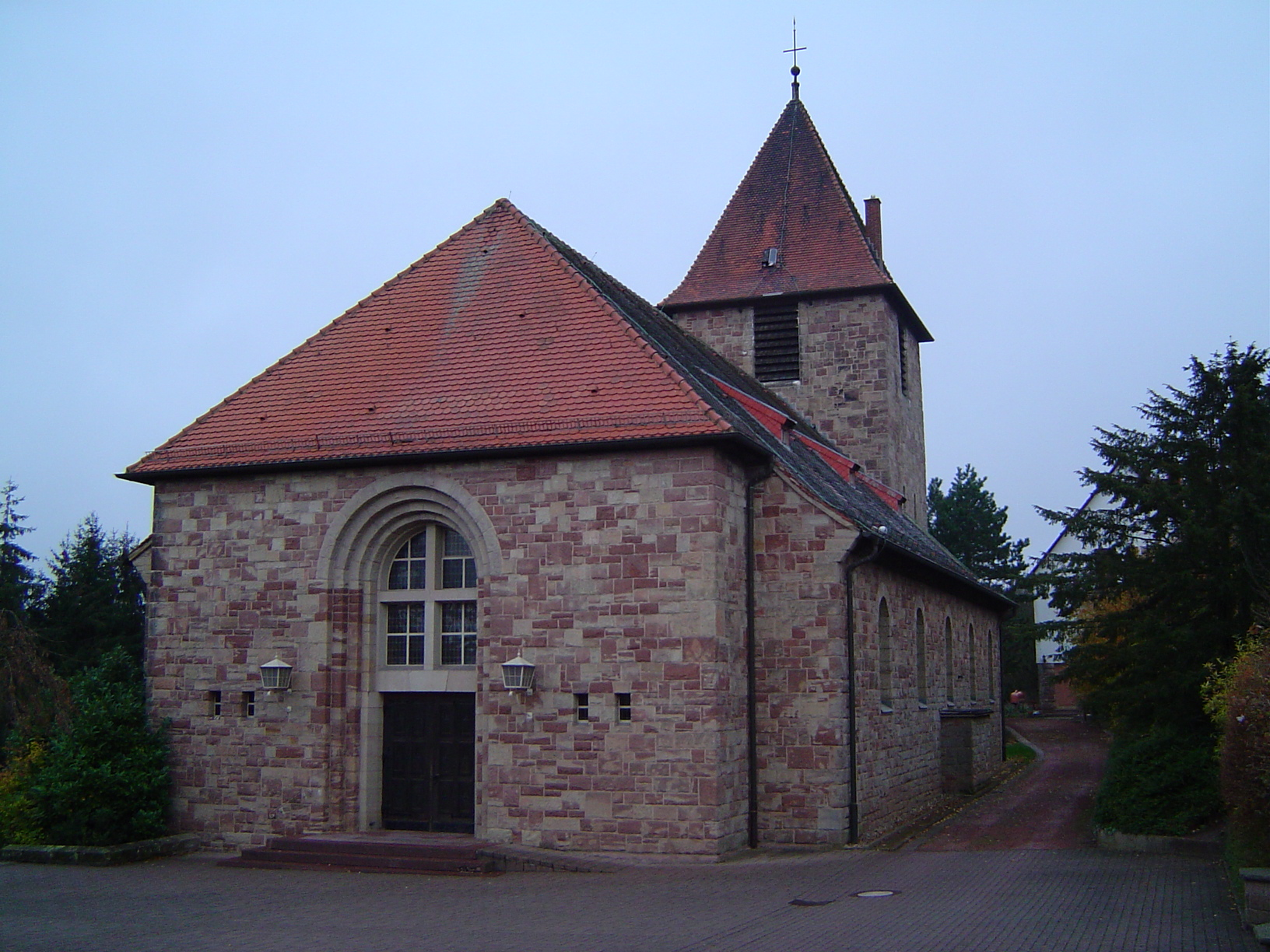
Kirche St. Josef

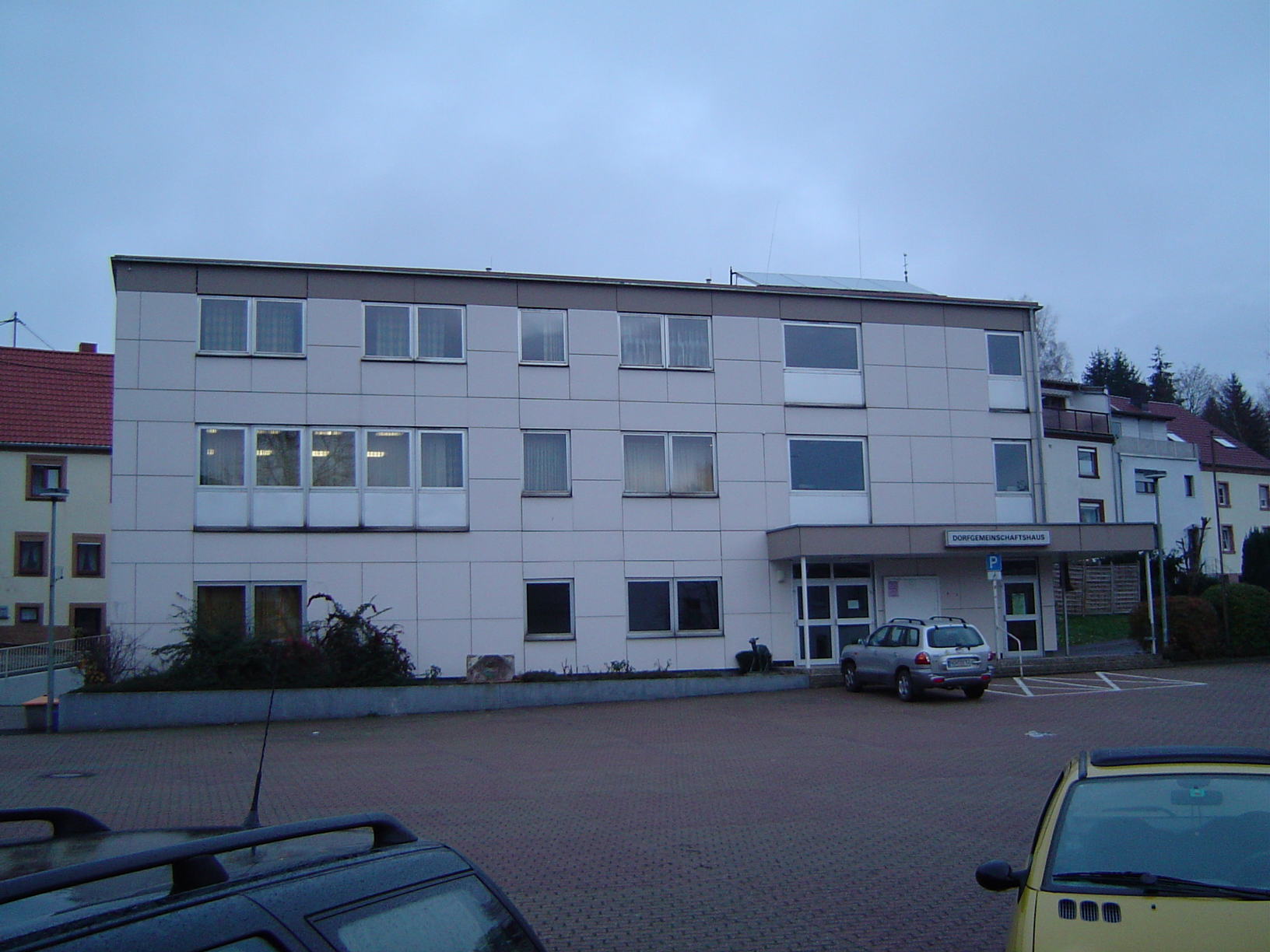
Dorfgemeinschaftshaus

In den Jahren 1952 und 1953 wurde unter Mitwirkung der Bevölkerung die neue Kirche erbaut. Die zum Bau verwendeten Sandsteine stammen aus Heckendalheimer Steinbrüchen, der Transport der Steine erfolgte durch einheimische Landwirte und Fuhrunternehmer. Die Überreste der Höckerlinie fanden als Fundament der Kirche eine neue Verwendung. Die Einsegnung der Kirche konnte am 30. August 1953 (genau ein Jahr nach der Grundsteinlegung) vorgenommen werden.
1957 wurde das Saarland als elftes Bundesland in die Bundesrepublik Deutschland eingegliedert.
Das neu gebaute Dorfgemeinschaftshaus, dem man den vorherrschenden zweckmäßigen Baustil jener Zeit deutlich ansieht, wurde 1968 eingeweiht.

### Gemeindegrenzen und Verwaltungszuordnung
Die Verwaltungszuordnung Heckendalheims hat sich im Laufe der Jahrhunderte immer wieder geändert.
Bemerkenswert dabei ist, dass die Verwaltungsorganisationen der letzten 200 Jahre, in die Heckendalheim eingebunden war, von den großen Umbrüchen der Weltgeschichte weitgehend unberührt geblieben sind.
Nachdem Heckendalheim im Mittelalter das Eigentum verschiedener rivalisierender Herren war, gehörte das Dorf von 1655 bis 1793 zur Herrschaft von der Leyen. Danach besetzen französische Truppen das Gebiet und das Dorf geriet unter französische Verwaltung, die Amtssprache war französisch.
Nach der Zuordnung zum Königreich Bayern gehört das Dorf ab 1817 zur Bürgermeisterei Ensheim. Ab 1852 bildet Heckendalheim zusammen mit den Nachbardörfern Oberwürzbach und Ommersheim die Bürgermeisterei Ommersheim. Der Verwaltungssitz dieser Bürgermeisterei ist für kurze Zeit (1890–1899) Heckendalheim.
1925 wird ein eigener Bürgermeisterbezirk für Oberwürzbach gegründet. Heckendalheim und Ommersheim bleiben jedoch gemeinsam in der Bürgermeisterei Ommersheim verbunden, die 1951 in das Amt Ommersheim umgewandelt wird.
1969 erhält die Gemeinde Heckendalheim ein eigenes Wappen.
Am 1. Januar 1974 wurde Heckendalheim in die neue Gemeinde Mandelbachtal eingegliedert. Damit endet die lange bestehende Verwaltungsverbindung zu Ommersheim.

## Politik

### Ortsrat
Sitzverteilung im Ortsrat:
- CDU 2 Sitze
- SPD 4 Sitze
- FWG 3 Sitze

(Stand: Juli 2024)

### Ortsvorsteher
Ortsvorsteher ist Andreas Greß (SPD).

### Wappen
Seit 1969 führt Heckendalheim ein eigenes Wappen mit folgender Beschreibung:
„Geteilt oben in Silber ein blauer Pfahl belegt mit einem wachsenden silbernen Abtstab und begleitet rechts von einem aus der Spaltung wachsenden silbergezungten blauen Leoparden und links von einem gekrönten blauen Löwen; unten in Blau ein silberner Pfahl.“

### Gemeindepartnerschaft
Saône (Frankreich, Departement Doubs)
Am 21. November 1970 beginnt diese Partnerschaft zwischen Heckendalheim und Saône. Sie ist eine der ersten ihrer Art und wird bis heute gepflegt.

## Mundart
Die in Heckendalheim gesprochene Mundart gehört zum Rheinfränkischen, genauer zum Pfälzischen in der Unterart des Südwestpfälzischen. Heckendalheim ist umgeben von einer Reihe von Sprachlinien, die die Vielzahl und Varietät der Dialekte im Saarland verdeutlichen.
So wie jedes Dorf in der Gegend hat auch Heckendalheim seinen eigenen unverwechselbaren Dialekt, der auch von der jüngeren Generation ganz selbstverständlich verwendet wird. Allerdings gehen zunehmend vor allem landwirtschaftliche Mundartbegriffe verloren, weil sie im täglichen Sprachgebrauch keine Bedeutung mehr besitzen.

## Wirtschaft und Infrastruktur

### Verkehr
Heckendalheim verfügt trotz der ländlichen Lage über eine umfassende Verkehrsanbindung. Die Landeshauptstadt Saarbrücken ist 16 km entfernt. St. Ingbert als Einkaufszentrum liegt 8 km, die Kreisstadt Homburg 23 km entfernt. Die Autobahn A 6 ist nach 5 km erreichbar, zum Flughafen Saarbrücken sind es von Heckendalheim aus 3 km. Die französische Grenze ist 14 km entfernt.